# Strand (Norvège)
Pour les articles homonymes, voir Strand.
Strand est une kommune de Norvège. Elle est située dans le comté de Rogaland.

## Description
Strand est une municipalité du landskap de Ryfylke, juste à l'est de Stavanger. Elle comprend la péninsule entre Fognafjorden / Årdalsfjorden et Idsefjorden, ainsi que les terres du côté sud d'Idsefjorden. Les landes à l'est de Tysdal et un certain nombre d'îles du fjord à l'ouest appartiennent également à Strand. Les plus grands d'entre eux sont :
- Idse (5,2 km2) ;
- Idsal (3,2 km2) ;
- Sør-Hidle (1,4 km2) ;
- Heng (0,6 km2)[1].